# Adriano Barbosa Miranda da Luz
Adriano Barbosa Miranda da Luz, meglio conosciuto come Nené (Lisbona, 24 agosto 1979), è un ex calciatore capoverdiano, di ruolo centrocampista.